# Callie Khouri
Carolyn Ann "Callie" Khouri (San Antonio, 27 de novembro de 1957) é uma roteirista, produtora e cineasta estadunidense. Em 1992, ela ganhou o Oscar de melhor roteiro original, pelo filme Thelma & Louise.

## Filmografia
| Ano  | Título                                | Creditada como | Creditada como | Creditada como |
| Ano  | Título                                | Diretora       | Escritora      | Produtora      |
| ---- | ------------------------------------- | -------------- | -------------- | -------------- |
| 1987 | Ária                                  | Não            | Não            | Sim            |
| 1991 | Thelma & Louise                       | Não            | Sim            | Sim            |
| 1995 | O Poder do Amor                       | Não            | Sim            | Não            |
| 2002 | Divinos segredos                      | Sim            | Sim            | Sim            |
| 2006 | Hollis & Rae                          | Sim            | Sim            | Sim            |
| 2008 | Loucas por Amor, Viciadas em Dinheiro | Sim            | Não            | Não            |
| 2012 | Nashville                             | Sim            | Sim            | Sim            |

## Prêmios e indicações
| Ano  | Prêmio                                 | Categoria                        | Título          | Resultado |
| ---- | -------------------------------------- | -------------------------------- | --------------- | --------- |
| 1992 | New York Film Critics Circle Award     | Melhor Roteiro                   | Thelma & Louise | Venceu    |
| 1992 | PEN Center USA West Literary Award     | Melhor Roteiro                   | Thelma & Louise | Venceu    |
| 1992 | Chicago Film Critics Association Award | Melhor Roteiro                   | Thelma & Louise | Indicado  |
| 1992 | Writers Guild of America               | Melhor Roteiro                   | Thelma & Louise | Venceu    |
| 1992 | Golden Globe Award                     | Melhor Roteiro                   | Thelma & Louise | Venceu    |
| 1992 | BAFTA Award                            | Melhor Roteiro                   | Thelma & Louise | Indicado  |
| 1992 | Academy Award                          | Melhor Roteiro Original          | Thelma & Louise | Venceu    |
| 2012 | Satellite Award                        | Melhor Série de Drama            | Nashville       | Indicado  |
| 2012 | People's Choice Awards                 | Melhor Novo Drama de TV          | Nashville       | Indicado  |
| 2012 | Writers Guild of America Award         | Melhor Roteiro - Nova Série      | Nashville       | Indicado  |
| 2013 | People's Choice Awards                 | Série Dramática – TV Aberta      | Nashville       | Indicado  |
| 2013 | Austin Film Festival                   | Distinguished Screenwriter Award |                 | Venceu    |